# Liechtenstein en los Juegos Olímpicos de Turín 2006
Liechtenstein estuvo representado en los Juegos Olímpicos de Turín 2006 por cinco deportistas, tres hombres y dos mujeres, que compitieron en dos deportes.
La portadora de la bandera en la ceremonia de apertura fue la esquiadora alpina Jessica Walter. El equipo olímpico liechtensteiniano no obtuvo ninguna medalla en estos Juegos.